# Constance Mayer
Marie-Françoise Constance Mayer-La Martinière, född 9 mars 1776 i Chauny, Aisne, död 26 maj 1821, var en målare av den franska skolan i slutet av 1700-talet och början av 1800-talet. Hon ställde ut sina alster efter franska revolutionen och framåt. Konstverk på Louvren är bland annat Le rêve du bonheur.

## Galleri

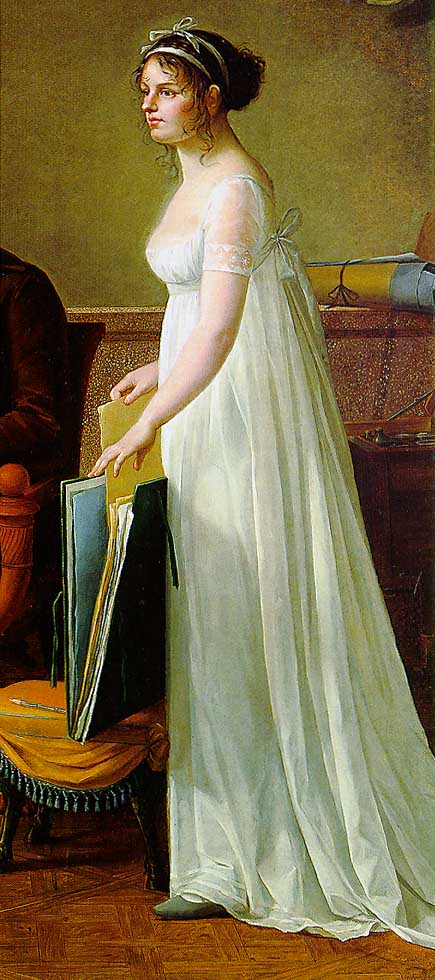
Självporträtt, 1801